# Veronica pseudoorchidea
Veronica pseudoorchidea là một loài thực vật có hoa trong họ Mã đề. Loài này được Klokov miêu tả khoa học đầu tiên.